# 遠山雲如
遠山 雲如（とおやま うんじょ、文化7年（1810年） - 文久3年5月16日（1863年7月1日））は江戸時代後期の漢詩人。名は有孚のちに澹。字は子発のち雲如。裕斎と号する。

## 生涯
越中から来て産をなした小倉大輔の子として江戸に生まれ、母方の姓である遠山氏を称した。幼少期から大窪詩仏や菊池五山に詩を学び、17歳で『寰内奇詠』を著し、神童と評された。数年の間、修験者となり金華山・葛城山をめぐり、江戸に帰ると長野豊山に儒学を学ぶ。幕府の蔵役人となり、天保9年（1838年）頃に梁川星巌の玉池吟社に参加して重きをなすが、放蕩のため破産し職も辞す。その後は南総・厚木・八王子などを転々とし、詩を教えて生計を支えた。安政4年（1857年）に師の星巌のあとを追って上洛するが、翌年に星巌が没し怏々として楽しまず、淡路・飛騨・越前を遊歴したのち京都で没した。
生涯とその業績については、友人の家里松嶹が「雲如上人小伝」を書き残したものの、幕末の文人としては知名度が低い。同時代の大沼枕山との交流に触れた永井荷風『下谷叢話』は数少ない例外といえる。
富士川英郎は「江戸っ子であるにもかかわらず一箇所に落ち着いていることができず、晩年は最も長く京都に滞留してそこで死んでいるところは先輩にあたる柏木如亭を彷彿とさせる」と評した。

## 詩集
- 『蟹紅魚白集』
- 『雲如山人集』
- 『墨水四時雑詠』
- 『湘雲集』
- 『京塵集』
- 『島雲漁唱』
- 『桟雲集』
- 『湖雲岳雪集』
- 『晃山遊草』